# Бьяссоно
Бьяссоно (итал. Biassono) — город в Италии, в провинции Монца-э-Брианца области Ломбардия.
Население составляет 11 269 человек (на 2004 г.), плотность населения составляет 2757 чел./км². Занимает площадь 4 км². Почтовый индекс — 20046. Телефонный код — 039.
Покровителем коммуны почитается святитель Мартин Турский, празднование в четвёртый понедельник сентября.

## Города-побратимы
- Минусио, Швейцария (2010)